# Xã Dean, Quận Cambria, Pennsylvania
Xã Dean (tiếng Anh: Dean Township) là một xã thuộc quận Cambria, tiểu bang Pennsylvania, Hoa Kỳ. Năm 2010, dân số của xã này là 391 người.